# 地球 (藝人)
地球（英語：Calvin Lee，1978年3月4日—），本名李嘉文，台灣男藝人及喜劇演員。學生時期曾簽約組團計劃發片，後因故轉往幕後發展，曾擔任節目製作人及導演。之後受戲劇製作人邀請參與偶像劇演出，正式朝螢光幕前發展。
在幕前發展中，因偶像劇《18禁不禁》受到矚目，於《新兵日記》中飾演班兵當中壞蛋一角，表現出色，演技備受肯定。積極發展幕前事業外，並未放棄幕後的經驗，身兼多職，當起編劇、導演等職位。
2023年5月，於知名影音網站Youtube創立自媒體頻道「跟著地球跑」，主要分享各地美食與旅遊資訊，朝全方位發展邁進。

## 經歷
- MASK舞團 第一代團員
- 1996年ALWAYS可口可樂 舞蹈冠軍
- MUCH TV《年代健康美少女》 舞蹈編排老師
- 東森電視台、八大電視台 節目製作人、外景導演
- 彭于晏、B.A.D 舞蹈基礎訓練老師
- 華岡藝校 舞蹈科 任課老師
- 大安高工 街舞社 舞蹈老師
- 華岡藝校 戲劇科 客座講師
- 世新大學 公廣系 客座講師
- 青春飛揚學園表演課老師
- 治平高中 演講講師
- 文化大學 主持研習營 老師
- 開南大學 電影系 任課業師
- 啟英高中 影視科 兼任老師
- 世新大學 廣電系 客座老師

## 廣告演出
- 2007  好樂迪「我不漲價篇」
- 2008  三菱汽車 NEW ZINGER
- 2010  GOHAPPY快樂購卡優惠篇
- 2010  紅景天運動飲料 (舞蹈編排)
- 2010  彩得線上娛樂《宅神爺麻將》
- 2017  莊頭北廚具 金綻系列《招財童子篇》
- 2018  18天台灣生啤《燒臘篇》
- 2018  家樂福《中元節平安幕後篇》
- 2018  7ELEVEN心熱園《覺得冷篇》
- 2024  鏡週刊廣編特輯《3M百利款麻將組》
- 2024  5D反詐行動-金牌特攻全民揪伙來
- 2025  鏡週刊廣邊特輯-3M百利替換式馬桶刷

## 活動演出
- 1996年 陸軍汐止營區 愛心園遊演唱會 (主持)
- 2006年 彰濱秀傳健康園區 第一屆端午節養生粽比賽  (主持)
- 2007年 彰濱秀傳健康園區 第二屆端午節養生粽比賽  (主持)
- 彰濱秀傳健康園區開幕記者會  (主持)
- 秀傳紀念醫院35週年院慶活動  (主持)
- 隨時量血壓、健康不打烊高血壓防治記者會  (主持)
- 勞工局外籍勞工歌唱大賽  (主持)
- 2009年 震旦通訊A SMART聰明省 智慧通訊店開幕記者會  (主持)
- 2010年 內湖區希望99 幸福99公益活動晚會  (主持)
- 2011年度 全國中等學校熱舞大賽  (主持)
- 2011年 台南科技應用大學2011迎新演唱會  (主持)
- 2012年度 全國中等學校熱舞大賽  (主持)
- 嘉義大同技術學院48週年迎新校慶  (主持)
- 2013年 何歡劇團澳門公益巡演 (主持)
- 2013年度 全國中等學校熱舞大賽  (主持)
- 悟善文化基金會2013忘年會  (演唱)
- 2013年 賀利氏材料科技股份有限公司 年終尾牙  (主持、演唱)
- 2014年度 全國中等學校熱舞大賽  (主持)
- 台中靜宜大學校園演唱會 (主持)
- 悟善文化基金會  心之所在 讓夢想起飛 感恩惜福晚會 (國父紀念館)  (主持、演唱)
- 悟善文化基金會  萬人祈福 聚愛集氣 用愛填滿台灣  (主持、演唱)
- 悟善文化基金會  中秋傳愛祈福音樂會  (演唱)
- 悟善文化基金會  為台灣祈福音樂會高雄巨蛋場 (演唱)
- 愛與和平 為世界祈福演唱會(高雄)  (演唱)
- 愛的饗宴 為母親與大地祈禱(宜蘭)  (演唱)
- 愛的饗宴 為母親與大地祈禱(屏東)  (演唱)
- 2014年 賀利氏材料科技股份有限公司 年終尾牙  (主持、演唱)
- 2014年 新北市歡樂耶誕城 板橋大遠百 世間情粉絲見面會  (主持)
- 2015年 賀利氏材料科技股份有限公司 年終尾牙  (主持、演唱)
- 2016年度 全國中等學校熱舞大賽  (主持)
- 風雲高手 電影見面會 (主持)
- 街舞台灣90  (街舞表演)
- 2016年 賀利氏材料科技股份有限公司 年終尾牙  (主持、演唱)
- 2017年 5380圓夢慈善音樂會  (主持、演唱)
- 2017年 賀利氏材料科技股份有限公司 年終尾牙  (主持)
- 2017年 Hello冰鎮My turn 能仁家商 校园演唱会  (主持)
- 2018年 女團Hello 發片記者會  (主持)
- 2018年 Hello冰鎮My turn 智光商工 校园演唱会  (主持)
- 2018年 Hello冰鎮My turn 金甌女中 校园演唱会  (主持)
- 2018年 Hello冰鎮My turn 惇敘工商 校园演唱会  (主持)
- 2019年 全美世界MIT-YES體系2019春酒暨表揚大會  (主持)
- 2024年 2024 Problematic HA SEOK JIN in Taipei 韓國演員河錫辰台灣粉絲見面會 (主持)
- 2024年 Sparkling Eternity：KIM JONGHYEON 2024 FAN CONCERT IN TAIPEI 韓國歌手金鍾炫台灣粉絲演唱會 (主持)
- 2024年 AKMU : ON AIR IN TAIPEI，韓國美聲樂團AKMU ON AIR台北場 (主持)
- 2025年 韓國男團AMPERS&ONE FAN MEETING&Dear. My First (主持)
- 2025年 韓國女團Young Posse  Live Showcase in TAIPEI (主持)

## 電影作品
2009年
《夏天協奏曲》  沙蟲（男配角）
2013年
《舞力四射》  鐵支（配角）
2016年
《風雲高手》  西漢（男配角）
2017年
《大釣哥》  員警 (客串)
2023年
《微電影-精神收容所》  高庭岳
2025年
《電影短片-亡命》  樹民

## 戲劇作品
| 年份         | 首播頻道                     | 戲劇類型      | 戲劇名稱               |
| ------------ | ---------------------------- | ------------- | ---------------------- |
| 1997         | TVBS-G                       | 黃金偶像劇    | 在相逢的季節           |
| 2005-07-08起 | 華視                         | 偶像劇        | 我只在乎你             |
| 2007-04-29起 | 中視、 八大                  | 偶像劇        | 18禁不禁               |
| 2008-01-30起 | 華視                         | 八點檔        | 歡喜來逗陣             |
| 2008-09-08起 | 中視                         | 八點檔        | 牽牛花開的日子         |
| 2008-05-04起 | 中視、八大電視台             | 偶像劇        | 翻滾吧！蛋炒飯         |
| 2009-01-04起 | 台視`三立                    | 偶像劇        | 敗犬女王               |
| 2009-03起    | 緯來電影台                   | 電視電影      | 風林火山               |
| 2009-06-08起 | 華視                         | 八點檔        | 魔女18號               |
| 2009-07-12起 | 華視、八大                   | 偶像劇        | 紫玫瑰                 |
| 2009-7-5     | 緯來電影台                   | 電視電影      | 鬥牛                   |
| 2009-11-27起 | 公共電視                     | 電影          | 夏天協奏曲             |
| 2010-01-31起 | 華視                         | 偶像劇        | 星光下的童話           |
| 2010-01-31起 | 中視`八大                    | 偶像劇        | 就想賴著你             |
| 2010-07-02起 | 民視、 東森                  | 偶像劇 軍教劇 | 新兵日記               |
| 2010-12-05起 | 台視、 三立                  | 偶像劇        | 國民英雄               |
| 2011-02      | 公視                         | 人生劇展      | 落跑3人行              |
| 2011-04-01起 | 台視、 年代                  | 偶像劇        | 我的完美男人           |
| 2011_06_13起 | 中視、八大                   | 偶像劇        | 美樂加油               |
| 2011-07-11起 | 中視                         | 偶像劇        | 我和我的兄弟·恩        |
| 2011-10-21起 | 台視、 三立                  | 偶像劇        | 勇士們                 |
| 2011-10-31起 | 中視                         | 偶像劇        | 門當父不對             |
| 2012-04-起   | 台視                         | 偶像劇        | 半熟戀人               |
| 2012-08-起   | 中視、 八大                  | 偶像劇        | 智勝鮮師               |
| 2012-08-11起 | 東森幼幼台                   | 偶像劇        | 萌學園4時空戰役        |
| 2012-11-20起 | 三立台灣台                   | 鄉土劇        | 天下女人心             |
| 2013-03-07   | 三立都會台、東森綜合台       | 華人電視劇    | 美味的想念             |
| 2013-12-06起 | 三立都會台、東森綜合台       | 華人電視劇    | 我的自由年代           |
| 2014-04-13起 | 東森戲劇台`三立都會台、台視  | 華人電視劇    | 愛上兩個我             |
| 2014         | 三立都會台、東森綜合台       | 華人電視劇    | 幸福兌換券             |
| 2014-起      | 三立都會台`東森綜合台        | 華人電視劇    | 22K夢想高飛            |
| 2014         | 華視`TVBS歡樂台              | 華人電視劇    | 巷弄裡的那家書店       |
| 2015-起      | 大愛電視台                   | 華人電視劇    | 長情劇展 - 吉姊當家    |
| 2015-起      | 三立都會台`東森綜合台        | 華人電視劇    | 料理高校生             |
| 2016         | 三立台灣台                   | 鄉土劇        | 甘味人生               |
| 2016-3月起   | `東森戲劇台`三立都會台、台視 | 偶像劇        | 後菜鳥的燦爛時代       |
| 2016-6月起   | 公視                         | 單元劇        | 今晚，你想點什麼？     |
| 2016         | 華視                         | 單元劇        | 國軍精神戰力週         |
| 2016-12月起  | 超視、Line TV                | 偶像劇        | 惡作劇之吻             |
| 2016-12月起  | 大愛電視台、中天娛樂台       | 大愛劇場      | 純美時光               |
| 2017-03月起  | 公共電視                     | 人生劇展      | 阿嬤，搖哩搖哩         |
| 2017-05月起  | 大愛電視台                   | 大愛劇場      | 愛上ㄆㄤˋ滋味          |
| 2017-03月起  | 三立都會台、台視             | 偶像劇        | 我的愛情不平凡         |
| 2018-1月     | 大愛電視台                   | 大愛劇場      | 長盤決勝               |
| 2018         | 華視                         | 單元劇        | 莒光園地               |
| 2018         | 優酷視頻                     | 網路劇        | 武大的小姐姐們         |
| 2019-1月起   | 台視 三立都會台              | 偶像劇        | 你有念大學嗎？         |
| 2019-11月起  | 東森戲劇台                   | 偶像劇        | 美味滿閣               |
| 2019-12月    | 華視                         | 單元劇        | 莒光園地               |
| 2019-12月起  | 客家電視台                   | 偶像劇        | 四分之3                |
| 2020-11-17起 | 三立都會台、華視             | 偶像劇        | 廢財闖天關             |
| 2021-02-09起 | 三立都會台、華視             | 偶像劇        | 廢財闖天關2            |
| 2022-06-12   | 民視新聞台                   | 時事專題      | 看不見的V世界-登革熱篇 |
| 2022-06-16   | 華視                         | 單元劇        | 莒光園地               |
| 2022-06-24起 | 大愛電視台                   | 大愛劇場      | 天下第一招             |
| 2022-08-18   | 華視                         | 單元劇        | 莒光園地               |
| 2022-10-4    | 民視                         | 八點檔        | 市井豪門               |
| 2022-04      | 華視                         | 單元劇        | 莒光園地               |
| 2023-06      | 東森戲劇台、TVBS歡樂台       | 東森八點檔    | W劇場：因為你如此耀眼  |
| 2023-10      | 華視                         | 單元劇        | 莒光園地               |
| 2023-12      | 華視                         | 單元劇        | 莒光園地               |
| 2024-06      | 華視                         | 單元劇        | 莒光園地               |
| 2024-12-24   | 民視                         | 八點檔        | 好運來                 |

## 相關網站
- 地球的Facebook專頁
- 地球的新浪微博
- 李嘉文在香港影庫上的簡介
- 地球的Instagram帳戶